# لاسرتای زاگرسی
لاسرتای زاگرسی (نام علمی: Iranolacerta zagrosica) نام یک گونه از تیره لاسرتا است.